# Schönenwerd
Schönenwerd (toponimo tedesco) è un comune svizzero di 4 873 abitanti del Canton Soletta, nel distretto di Olten.